# CentOS
CentOS (Community ENTerprise Operating System) — вільно доступний дистрибутив Linux, на основі якого формується комерційний дистрибутив Red Hat Enterprise Linux компанії Red Hat. У минулому (до версії 8 включно) метою проєкту було складання 100 % двійково сумісного з RHEL дистрибутиву. Підтримка CentOS 8 припинилася 31 грудня 2021 року; користувачам запропоновано перейти на безперервно оновлювану редакцію CentOS Stream або на альтернативні дистрибутиви, що використовують формат пакунків RPM.
Основними інструментами керування пакунками у CentOS є yum (у CentOS 7 і раніших версіях) і dnf (починаючи з CentOS 8).
CentOS придатний для використання базованих на X Window стільницях, однак більш звично використовувати його, як серверну операційну систему для вебхостингу. Багато великих хостингових компаній використовують CentOS разом із cPanel Control Panel для забезпечення стабільної роботи для своїх вебзастосунків.[джерело?]

## «Класична» CentOS (версії 3—8)
Red Hat Enterprise Linux складений переважно з вільного та відкритого програмного забезпечення, але наявний у доступній для використання, двійковій формі (наприклад, на CD або DVD дисках) лише для передплатних користувачів. Як і вимагається, Red Hat випускає усі сирцеві тексти своїх продуктів під GNU General Public License та іншими вільними ліцензіями. Розробники CentOS використовували цей сирцевий код для створення кінцевого продукту, котрий є дуже подібним до Red Hat Enterprise Linux і вільним для завантаження та використання, однак без відповідної технічної підтримки з боку компанії Red Hat. Існують й інші дистрибутиви, що базуються на сирцевих текстах Red Hat Enterprise Linux.
У січні 2014 року CentOS оголосила про приєднання до Red Hat, але CentOS все ще буде незалежною від RHEL, керівництво CentOS зміниться.
Номер версії CentOS складався з двох частин, головної (major) та незначної (minor). Головна версія рівна відповідній версії Red Hat Enterprise Linux, з якої беруться пакети програмного коду для побудови CentOS. Незначна версія відповідає номеру випуску модифікацій для Red Hat Enterprise Linux, з якого беруться пакунки для побудови відповідної версії CentOS. Наприклад, CentOS 7.5 (актуальна станом на липень 2018 року) базується на Red Hat Enterprise Linux 7 update 5.

## CentOS Stream
8 грудня 2020 року компанія Red Hat оголосила про припинення розробки класичного варіанту дистрибутиву CentOS 8, який передбачав максимальне наближення до Red Hat Enterprise Linux. Користувачам буде запропоновано перейти на безперервно оновлювану редакцію CentOS Stream. Формування оновлень для класичного CentOS 8 буде припинено 31 грудня 2021 року, супроводження гілки CentOS 7 буде продовжено до 2024 року.
Версія CentOS Stream 9 вийшла 3 грудня 2021 року.

## Історія випусків
Перша версія CentOS, CentOS 3 build4-rc0 вийшла у кінці 2003 року. CentOS 3.1 (версія 3, квартальне оновлення 1) вийшла 19 березня 2004 року. CentOS 2, котра базувалася на Red Hat Enterprise Linux 2.1 вийшла 14 травня 2004. CentOS 4.0, на основі Red Hat Enterprise Linux версії 4, перша версія, що вийшла для архітектур IA-32 та x86-64 вийшла 1 березня 2005. CentOS 5.0, котра базується на Red Hat Enterprise Linux 5, вийшла 12 квітня 2007. Версія CentOS 6.3 вийшла 9 липня 2012 р.
| Версія CentOS | Архітектура                                                           | Версія RHEL | Ядро        | Дата виходу CentOS | Дата виходу RHEL   | Різниця(в днях) |
| ------------- | --------------------------------------------------------------------- | ----------- | ----------- | ------------------ | ------------------ | --------------- |
| 2.1           | i386                                                                  | 2.1         | 2.4.9       | 2004-05-14         | 2002-05-17         | 728             |
| 3.1           | i386, x86-64, IA-64, s390, s390x                                      | 3.1         | 2.4.21-15   | 2004-03-19         | 2003-10-23         | 148             |
| 3.3           | i386, x86-64, IA-64, s390, s390x                                      | 3.3         | 2.4.21-20   | 2004-09-17         | 2004-09-03         | 14              |
| 3.4           | i386, x86-64, IA-64, s390, s390x                                      | 3.4         | 2.4.21-27   | 2005-01-23         | 2004-12-12         | 42              |
| 3.5           | i386                                                                  | 3.5         | 2.4.21-32   | 2005-06-10         | 2005-05-18         | 23              |
| 3.6           | i386                                                                  | 3.6         | 2.4.21-37   | 2005-11-01         | 2005-09-28         | 34              |
| 3.7           | i386, x86-64, IA-64, s390, s390x                                      | 3.7         | 2.4.21-40   | 2006-04-10         | 2006-03-17         | 23              |
| 3.8           | i386, x86-64                                                          | 3.8         | 2.4.21-47   | 2006-08-25         | 2006-07-20         | 36              |
| 3.9           | i386, x86-64, IA-64, s390, s390x                                      | 3.9         | 2.4.21-50   | 2007-07-26         | 2007-06-15         | 41              |
| 4.0           | i386, x86-64, various                                                 | 4.0         | 2.6.9-5     | 2005-03-09         | 2005-02-14         | 23              |
| 4.1           | i386, IA-64, s390                                                     | 4.1         | 2.6.9-11    | 2005-06-12         | 2005-06-08         | 4               |
| 4.2           | i386, x86-64, IA-64, s390, s390x, alpha                               | 4.2         | 2.6.9-22    | 2005-10-13         | 2005-10-05         | 8               |
| 4.3           | i386, x86-64, IA-64, s390, s390x                                      | 4.3         | 2.6.9-34    | 2006-03-21         | 2006-03-12         | 9               |
| 4.4           | i386, x86-64                                                          | 4.4         | 2.6.9-42    | 2006-08-30         | 2006-08-10         | 20              |
| 4.5           | i386, x86-64, IA-64                                                   | 4.5         | 2.6.9-55    | 2007-05-17         | 2007-05-01         | 16              |
| 4.6           | i386, x86-64, IA-64, Alpha, s390, s390x, PowerPC (beta), SPARC (beta) | 4.6         | 2.6.9-67    | 2007-12-16         | 2007-11-16         | 30              |
| 4.7           | i386, x86-64                                                          | 4.7         | 2.6.9-78    | 2008-09-13         | 2008-07-24         | 51              |
| 4.8           | i386, x86-64                                                          | 4.8         | 2.6.9-89    | 2009-08-21         | 2009-05-18         | 95              |
| 4.9           | i386, x86-64                                                          | 4.9         | 2.6.9-100   | 2011-03-02         | 2011-02-16         | 14              |
| 5.0           | i386, x86-64                                                          | 5.0         | 2.6.18-8    | 2007-04-12         | 2007-03-14         | 28              |
| 5.1           | i386, x86-64                                                          | 5.1         | 2.6.18-53   | 2007-12-02         | 2007-11-07         | 25              |
| 5.2           | i386, x86-64                                                          | 5.2         | 2.6.18-92   | 2008-06-24         | 2008-05-21         | 34              |
| 5.3           | i386, x86-64                                                          | 5.3         | 2.6.18-128  | 2009-03-31         | 2009-01-20         | 69              |
| 5.4           | i386, x86-64                                                          | 5.4         | 2.6.18-164  | 2009-10-21         | 2009-09-02         | 49              |
| 5.5           | i386, x86-64                                                          | 5.5         | 2.6.18-194  | 2010-05-14         | 2010-03-31         | 44              |
| 5.6           | i386, x86-64                                                          | 5.6         | 2.6.18-238  | 2011-04-08         | 2011-01-13         | 85              |
| 5.7           | i386, x86-64                                                          | 5.7         | 2.6.18-274  | 2011-09-13         | 2011-07-21         | 54              |
| 5.8           | i386, x86-64                                                          | 5.8         | 2.6.18-308  | 2012-03-07         | 2012-02-21         | 15              |
| 5.9           | i386, x86-64                                                          | 5.9         | 2.6.18-348  | 2013-01-17         | 2013-01-07         | 10              |
| 6.0           | i386, x86-64                                                          | 6.0         | 2.6.32-71   | 2011-07-10         | 2010-11-10         | 242             |
| 6.1           | i386, x86-64                                                          | 6.1         | 2.6.32-131  | 2011-12-09         | 2011-05-19         | 204             |
| 6.2           | i386, x86-64                                                          | 6.2         | 2.6.32-220  | 2011-12-20         | 2011-12-06         | 14              |
| 6.3           | i386, x86-64                                                          | 6.3         | 2.6.32-279  | 2012-07-09         | 2012-06-21         | 18              |
| 6.4           | i386, x86-64                                                          | 6.4         | 2.6.32-358  | 2013-03-09         | 2013-02-21         | 15d             |
| 6.5           | IA-32, x86-64                                                         | 6.5         | 2.6.32-431  | 2013-12-01         | 2013-11-21         | 10              |
| 6.6           | IA-32, x86-64                                                         | 6.6         | 2.6.32-504  | 2014-10-28.07.2025 | 2014-10-14.07.2025 | 14              |
| 6.7           | IA-32, x86-64                                                         | 6.7         | 2.6.32-573  | 2015-08-07.07.2025 | 2015-07-22.07.2025 | 16              |
| 6.8           | IA-32, x86-64                                                         | 6.8         | 2.6.32-642  | 2016-05-25.07.2025 | 2016-05-10.07.2025 | 15              |
| 6.9           | IA-32, x86-64                                                         | 6.9         | 2.6.32-696  | 2017-04-05.07.2025 | 2017-03-21.07.2025 | 15              |
| 7.0-1406      | x86-64                                                                | 7.0         | 3.10.0-123  | 2014-07-07         | 2014-06-10         | 27              |
| 7.1-1503      | x86-64                                                                | 7.1         | 3.10.0-229  | 2015-03-31.07.2025 | 2015-03-05.07.2025 | 26              |
| 7.2-1511      | x86-64                                                                | 7.2         | 3.10.0-327  | 2015-12-14.07.2025 | 2015-11-19.07.2025 | 25              |
| 7.3-1611      | x86-64                                                                | 7.3         | 3.10.0-514  | 2016-12-12.07.2025 | 2016-11-03.07.2025 | 39              |
| 7.4-1708      | x86-64                                                                | 7.4         | 3.10.0-693  | 2017-09-13         | 2017-07-31         | 43              |
| 7.5-1804      | x86-64                                                                | 7.5         | 3.10.0-862  | 2018-05-10         | 2018-04-10         | 31              |
| 7.6-1810      | x86-64                                                                | 7.6         | 3.10.0-957  | 2018-12-03         | 2018-10-30         | 34              |
| 7.7-1908      | x86-64                                                                | 7.7         | 3.10.0-1062 | 2019-09-17         | 2019-08-06         | 42              |
| 8.0-1905      | x86-64, POWER8 (le), AArch64                                          | 8.0         | 4.18.0-80   | 2019-09-24         | 2019-05-07         | 140             |

Згідно з Життєвим циклом Red Hat Enterprise Linux [Архівовано 20 січня 2013 у Wayback Machine.] CentOS 5 і 6 підтримувалися 10 років. Попередньо версія(CentOS 4) підтримувалася 7 років.
| Версія(гілка) CentOS                                         | Дата виходу | Повна підтримка | Критичні оновлення |
| ------------------------------------------------------------ | ----------- | --------------- | ------------------ |
| 3                                                            | 2004-03-19  | 2006-07-20      | 2010-10-31         |
| 4                                                            | 2005-03-09  | 2009-03-31      | 2012-02-29         |
| 5                                                            | 2007-04-12  | Q1 2014         | 2017-03-31         |
| 6                                                            | 2011-07-10  | Q2 2017         | 2020-11-30         |
| 7                                                            | 2014-07-07  | Q4 2020         | 2024-05-30         |
| 8                                                            | 2019-09-24  | 2021-12-31      | 2021-12-31         |
| Стара версіяСтара версія, все ще підтримуєтьсяОстання версія |             |                 |                    |

## Підтримувані архітектури
CentOS підтримує усі архітектури, підтримку яких має Red Hat Enterprise Linux, а також додатково Alpha та SPARC.
- Intel x86-сумісні (32 бітна до версії 6 включно; лише 64-бітна починаючи з версії 7)
- Intel Itanium (64 бітна)
- Advanced Micro Devices AMD64 та Intel EM64T (64 бітна)
- PowerPC/32 (Apple Macintosh PowerMac працює на процесорах PowerPC G3 або G4) (у режимі тестування)
- Мейнфрейми IBM (eServer zSeries та S/390)

## Дистрибутиви на основі CentOS
- Boston University Linux 4.5 Server Edition (Zodiac)
- NuOnce Networks CentOS / Blue Quartz CD
- Openfiler [Архівовано 23 квітня 2011 у Wayback Machine.]
- Rocks Cluster Distribution[en], для кластерів, базується на CentOS
- SME Server
- Trixbox

## Вебпосилання
- Офіційний сайт [Архівовано 23 вересня 2006 у Wayback Machine.]
- Офіційна Вікі [Архівовано 25 червня 2013 у WebCite]